# ثمام ترياقي
الثمام الترياقي واسمه العلمي (باللاتينية: Panicum antidotale) نوع نباتي ينتمي إلى جنس الثمام من الفصيلة النجيلية.
ينتشر النبات في منطقة جبال الهملايا وأعالي نهر الغانج في إقليم البنجاب في الهند وباكستان.

## أنواعه الواطنة في الوطنالعربي
- الثمام الزاحف (باللاتينية: Panicum repens) في بلاد الشام ومصر والمغرب العربي
- الثمام المنتفخ (باللاتينية: Panicum turgidum) في بلاد الشام ومصر والمغرب العربي وقبرص
- الثمام الملون (باللاتينية: Panicum coloratum) في مصر ودخيل في بلاد الشام

## الوصف النباتي
النبات حشيشة معمرة متخشبة يصل ارتفاعها إلى ثلاثة أمتار. ينتشر عبر جذامير قوية.